# 伯氏雀鯛
伯氏雀鯛（學名：Pomacentrus burroughi），是輻鰭魚綱鱸形目雀鯛科雀鯛屬的其中一種，分布於中西太平洋菲律賓、印尼、巴布亞紐幾內亞、帛琉、索羅門群島海域，深度2至16公尺，體呈卵圓形且側扁，吻圓鈍，體被櫛鱗，體色為深褐色至黑色，背鰭基部有一黃色眼狀斑，背鰭硬棘13枚、背鰭軟條 15-16枚、臀鰭硬棘2枚、臀鰭軟條15-16枚，體長可達8.5公分，棲息在沿岸珊瑚礁、潟湖，成小群活動，以藻類為食，繁殖期時成對出現，雄魚會守護卵直到孵化，生活習性不明。